# Tempora

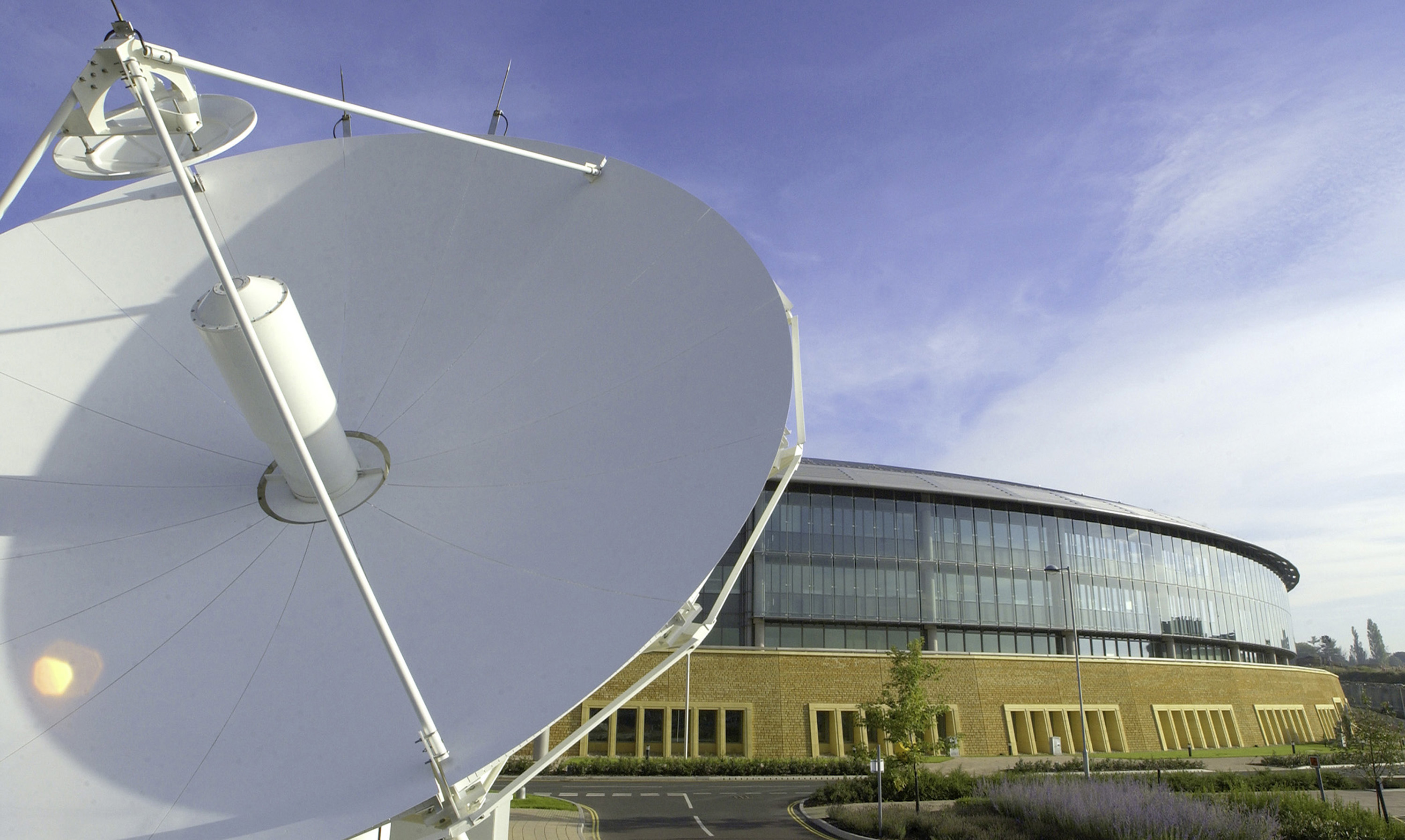
Im Government Communications Headquarters (GCHQ) in Cheltenham, Gloucestershire im Vereinigten Königreich wurde das Spähprogramm „Tempora“ entwickelt

Tempora [ˈtɛmpɔra] (lateinisch „die Zeiten, die Zeiträume“) ist der Codename einer britischen Geheimdienstoperation des Government Communications Headquarters (GCHQ) zur Überwachung und Spionage des weltweiten Telekommunikations- und Internet-Datenverkehrs.
Dank des Datenabgriffs direkt an den Unterseekabeln können Geheimdienstler auf 40 Milliarden einzelne Inhaltsdaten pro Tag zugreifen, hatte die NSA die Erfolge der GCHQ schon 2012 verkündet.

## Spähprogramm Tempora

### Enthüllung

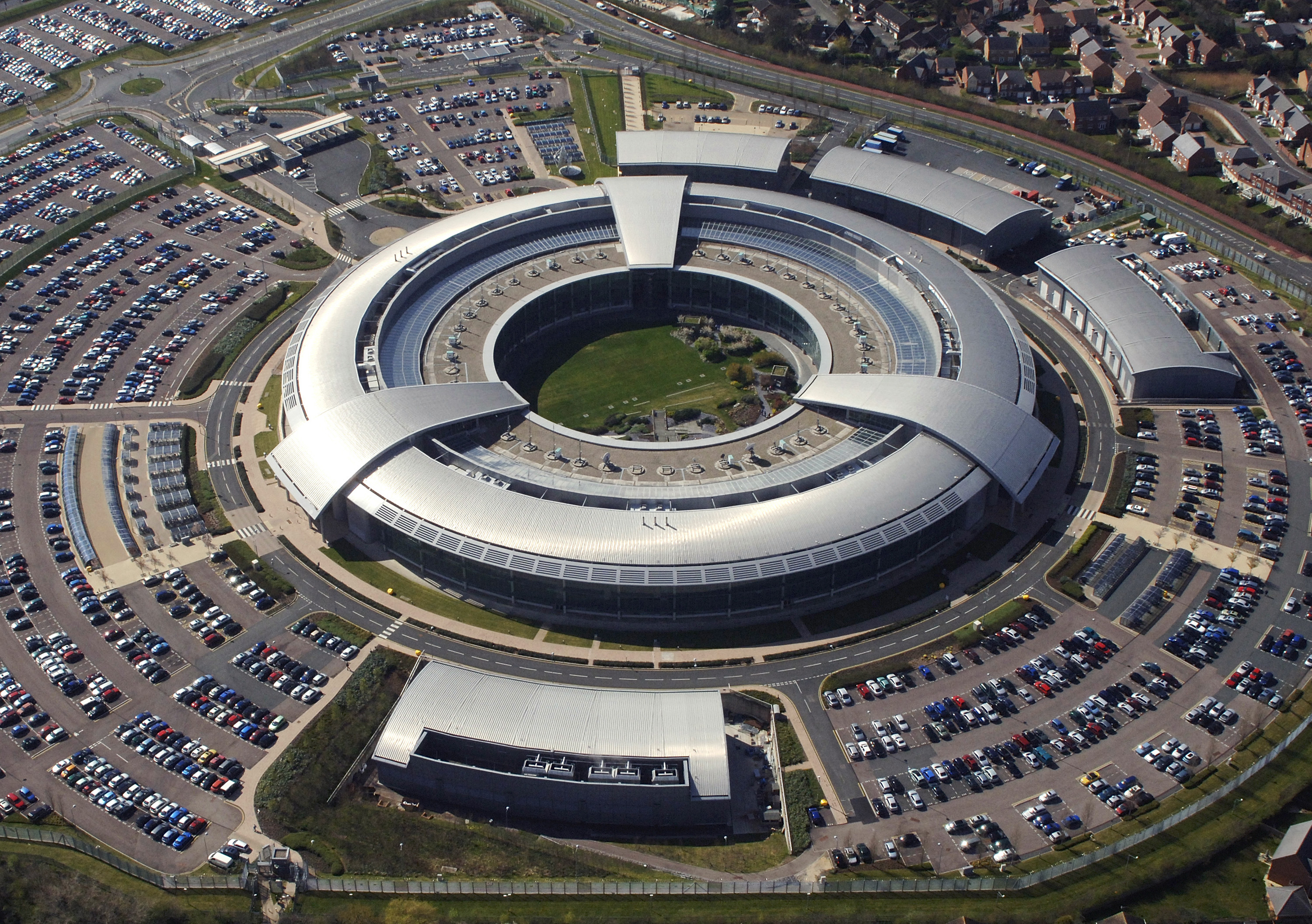
Das Government Communications Headquarters (GCHQ)

Die Erkenntnisse über das Programm Tempora basieren laut der Zeitung The Guardian auf Informationen und Daten von Edward Snowden. Eine zweite, anonyme Quelle mit internem Geheimdienst-Wissen bestätigte die Existenz des Programms und betonte dabei die strikte Einhaltung der britischen Gesetze.
Snowden hatte zuvor bereits als Whistleblower das US-amerikanische NSA-Programm PRISM offenbart. Erneut basieren die Informationen auf Präsentationsfolien.
Der Guardian meldete am 17. Juni 2013, dass das britische Verteidigungsministerium verschiedene Medien (darunter die BBC) mittels einer als vertraulich deklarierten DA-Notice zur Selbstzensur bzw. Nicht-Verbreitung von Informationen aufforderte und bezog sich auf die Erstveröffentlichung dieser D-notice am 8. Juni 2013.
Vier Tage später, am 21. Juni 2013, veröffentlichte der Guardian Snowdens Enthüllungen über Tempora, etwa zwei Wochen nach den ersten Enthüllungen über PRISM.

### Vorgehensweise
Nach Darstellung von Snowden ist das Spionageprogramm Tempora noch umfangreicher als PRISM und seit etwa Ende 2011 in Betrieb. Es besteht aus den beiden Komponenten Mastering the Internet und Global Telecoms Exploitations, von denen eine schon seit 2009 aktiv ist.
Laut Guardian werde „das schiere Ausmaß der Geheimdienstambitionen schon durch die Titel der beiden Hauptkomponenten deutlich: Mastering the Internet (Das Internet beherrschen) und Global Telecom Exploitation (Ausbeutung der weltweiten Telekommunikation) mit dem Ziel, so viel Online- und Telefonkommunikation wie möglich abzuschöpfen.“
Im Rahmen des Programms würden vom GCHQ Internetknotenpunkte und transatlantische Datenverbindungen angezapft und die Daten für bis zu 30 Tage gespeichert. Das GCHQ spähe den gesamten Datenverkehr aus, der über das transatlantische Glasfasernetz nach Großbritannien hineinfließt oder das Land verlässt. Es würden zur Überwachung und Analyse der Daten über 200 Glasfaserverbindungen angezapft und ca. 500 Mitarbeiter eingesetzt.
Überwacht würden hierbei E-Mails, Einträge in sozialen Netzwerken und persönliche Informationen von Internetnutzern sowie Telefongespräche.

## Internationale Kooperation
Die beiden Überwachungsprogramme PRISM und Tempora gehören nach den Angaben von Snowden zu einem gemeinsamen Geheimdienstprogramm namens „Five Eyes“ der fünf Nationen Großbritannien, USA, Kanada, Australien und Neuseeland. Die fünf Länder betreiben laut einem Bericht des Europäischen Parlaments von 2001 bereits seit Jahrzehnten das Projekt Echelon zur weltweiten Überwachung des über Kommunikationssatelliten geleiteten Telefon- und Datenverkehrs, das laut diesem Bericht auch zur Wirtschaftsspionage eingesetzt wurde.

## Reaktionen

### Großbritannien
Abgesehen von der Enthüllung durch den Guardian und nachfolgenden Artikeln widmete die britische Presse dem Thema eher wenig Aufmerksamkeit. Der konservative britische Politiker Ben Wallace formulierte in seiner Kolumne in der Times: „Spies spy“ (Spione spionieren) und brachte damit anscheinend die kollektive Zurückhaltung auf den Punkt, welche in Großbritannien bei vielen Politikern und Kommentatoren zu der Enthüllung erkennbar war und ließ Spiegel Online mutmaßen, ob die Ursache der Zurückhaltung in der D-Notice vom 7. Juni 2013 zu suchen sei.

### Deutschland
Die deutsche Justizministerin Sabine Leutheusser-Schnarrenberger (FDP) forderte eine rasche Aufklärung, die „sofort in die europäischen Institutionen“ gehöre. „Die Vorwürfe gegen Großbritannien klingen nach einem Alptraum à la Hollywood.“ Wolfgang Bosbach (CDU), Vorsitzender des Innenausschusses im Bundestag, sah die Glaubwürdigkeit der Demokratie gefährdet: „Da stellt sich übrigens nicht nur die datenschutzrechtliche Frage; da stellt sich auch eine andere Frage, nämlich, ob die Bürger nicht das Vertrauen verlieren in den Staat und damit in unsere Demokratie, wenn sie nicht ganz sicher sein können, dass die Geheimdienste nur das machen, was sie auch tatsächlich dürfen.“ Kritik übte auch der CDU-Innenpolitiker Clemens Binninger: „Wenn die Angaben zutreffen, dass bei sozialen Netzwerken und Providern große Datenmengen abgespeichert werden, wäre das mit unserem Verständnis von Datenschutz nicht vereinbar.“
Ulrich Weinbrenner, Ministerialrat im Bundesinnenministerium, sagte bei einer Ausschusssitzung des Bundestages, es sei „allgemein bekannt, dass es Programme dieser Art“ gebe; „Niemand, der sich mit der Materie auskennt, wird grundsätzlich sagen, dass er über die Art und Weise der strategischen Aufklärung überrascht sein kann.“
Leutheusser-Schnarrenberger bat die britische Regierung schriftlich, zu dem Überwachungsprogramm „Tempora“ Stellung zu nehmen. Am 25. Juni 2013 veröffentlichte Spiegel Online Auszüge aus den beiden identischen Briefen, in denen der britischen Justizminister Christopher Grayling und die Innenministerin Theresa May um die Darlegung der Rechtsgrundlagen für die Datensammlungen gebeten wurden.
Am darauf folgenden Tag wurde bekannt, dass die britische Regierung die Beantwortung der Fragen mit der Aussage „Wie Sie ja wissen, nehmen britische Regierungen grundsätzlich nicht öffentlich Stellung zu nachrichtendienstlichen Angelegenheiten.“ ablehnte. Der „geeignete Kanal“ für derartige bilaterale Gespräche seien „unsere Nachrichtendienste selbst.“